# Parsippany-Troy Hills
Parsippany-Troy Hills est une ville du New Jersey aux États-Unis d'Amérique située dans le comté de Morris. Sa population est de 50 649 habitants (2000). Son nom usuel est Parsippany bien qu'il ne s'agisse que de l'un des quartiers de la ville.

## Géographie
- Superficie : 65,8 km2 dont 62 km2 de terres

## Démographie
- Population : 50 649 hab.
- Densité de population : 816,9 hab./km2
- Nombre de foyers : 19 624
- Nombre de familles : 13 167
- Composition ethnique : blancs 74,3 %, asiatiques 18,1 %, noirs 3,1 %, latinos 7 %
- Revenu per capita : 32 220 dollars
- Taux de pauvreté : 3,9 %